# Крал Къзъ тюрбе
Крал Къзъ тюрбе (на македонска литературна норма: Крал К’зи турбе; на турски: Kral Kızı Türbe) е османска гробница, намираща се в град Скопие, Северна Македония. Тюрбето е разрушено от Скопското земетресение през 1963 година. Реставрирана в 2013 г., сградата е обявена за важно културно наследство на Република Македония.

## Местоположение
Тюрбето е разположено в южната част на парк Гази Баба, в старите мюсюлмански гробища, близо до сградата на общината.

## История
Тюрбето е изградено в XV век и е сред най-старите ислямски сакрални обекти в страната. Името от турски се превежда като Тюрбето на кралската дъщеря и се смята, че в него е била погребана последната босненска принцеса Катерина. Според друга версия в тюрбето е погребана дъщерята на Игит бей, завоевателя на Скопие.
Тюрбето пострадва по време на Скопското земетресение през 1963 година. Тюрбето дълго време остава с два разрушени стълба и без покрив. В 2013 година то е цялостно реконструирано от Консерваторския център в Скопие с пари от Босна и Херцеговина и Министерството на културата на Република Македония.

## Архитектура
При реставрацията са възстановени запазените автентични части – един от стълбовете е оригинален, а другите три са нови от същия материал. Укрепени са основите и е поставен изцяло нов покрив. Тюрбето има квадратна основа с размери 4,14х4,14 метра с гробна камера в средата във формата на крипта. Принадлежи към отворения тип тюрбета с купол. Изграден е от обработени каменни блокове и тухли. Куполът е подпрян на четири стълба в ъглите на основата. Над купола има покрив на четири води с керемиди.